# Želví loď

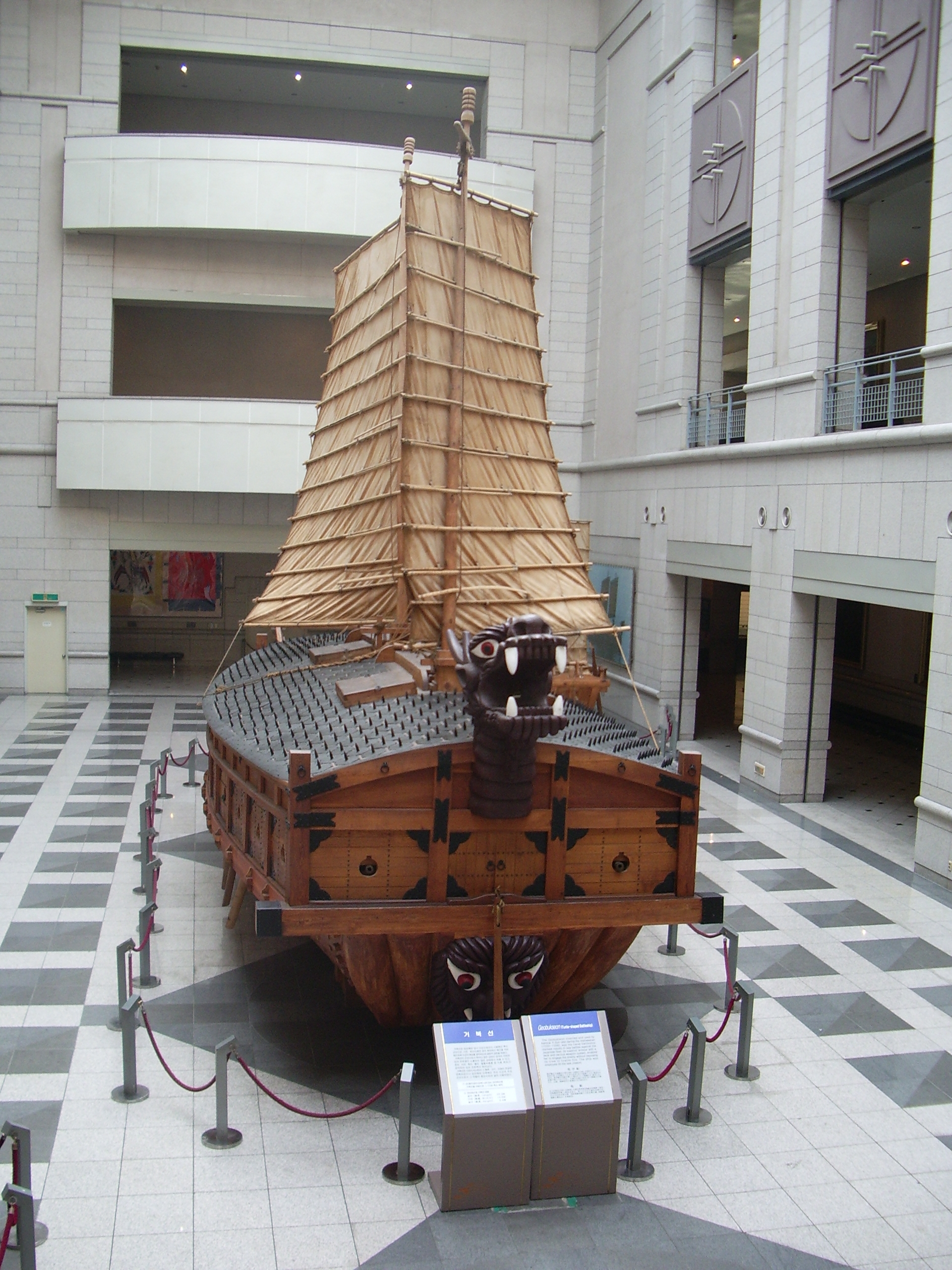
Želví loď

Želví lodě (korejsky: 거북선) byla obrněná korejská plavidla s děly a lučištníky, jejichž paluby chránily železné desky.

## Historie
Korejsko-japonská válka byla v letech 1592–1598 a ze začátku se pro Korejce vyvíjela nepříznivě. Japonci měli převahu v počtu lodí, zbraní a vojska. Také měli muškety dodané Portugalci. V snaze omezit početní převahu Japonců a znovu získat ztracenou nadvládu nad pobřežními vodami Koreje, prosadil admirál Yi Sun-sin stavbu džunek s pancéřovanou palubou. Protože vzdáleně připomínaly mořskou želvu, dostaly přezdívku „kobukson“. Poprvé byly obrněné džunky nasazeny u Sachunu, kde zničily 13 nepřátelských plavidel. Kobuksony byly bojově nasazeny v několika obdobích války a napomohly k zničení mnoha plavidel nepřítele. Korejsko-japonská válka byla ukončena příměřím v roce 1598.

## Charakteristika
Paluby lodí byly pokryté železným pancéřováním a bodci, ochraňujícími před naloďováním. Byly to v podstatě předchůdci pancéřových lodí 19. století. Nesly až 23 děl střílejících na stanovištích po obvodu celé lodi, zatímco lučištníci stříleli šípy.[zdroj?] Admirálův synovec Yi Puna pronesl o lodích „želví lodě mohly proniknout mezi stovkami nepřátelských lodí, kdy se jim zachtělo a kamkoli se dostaly, stala se pro ně ostatní plavidla snadnou kořistí.“ Nejobávanější součást lodi byla dračí hlava na přídi. Skrz její chřtán mohli vojáci pálit dělem nebo pomocí ohně vytvářet kouřovou clonu. Stěžně se v případě nouze mohly sklopit.